# Ашулар
Педро де Агерре-и-Аспиликуэта (исп. Pedro de Aguerre y Azpilicueta, баск. Pedro Agerre Azpilikueta), известный как Ашулар (баск. Axular; 1556, Урдакс, королевство Наварра — 8 апреля 1644, Сар, Франция) — баскский писатель, католический священник.

## Биография
Родился в 1556 году в Урдаксе, в доме под названием Ачулар (Эчалар). По материнской линии был связан со святым Франциском Ксаверием, одним из основателей Общества Иисуса (ордена иезуитов).
Образование получил в местном монастыре Сан-Сальвадор. Затем изучал теологию в Саламанкском университете, где получил степень бакалавра.
В 1584 году в возрасте 28 лет в Памплоне был рукоположен в сан субдиакона. В 1596 году в Льейде стал диаконом, позднее в том же году в Тарбе — священником. Был известным проповедником, выступал за использование баскского языка в религиозной сфере.
Умер в Саре 8 апреля 1644 года в возрасте 88 лет.

## Творчество
Ашулар — один из самых известных представителей баскской литературы XVII века. Его главный труд Gero («Позже», 1643), посвящённый идеям о вреде и несчастьях, исходящих от неисполнения религиозных обязанностей, на том основании, что людям нужно без промедления обращаться ко Христу на фоне скоротечности человеческой жизни, является одним из важнейших произведений, написанных на баскском языке, и считается одним из шедевров классической баскской литературы. Книга была написана автором после драматического периода борьбы испанской инквизиции за искоренение колдовства.
По мнению писателя Бернардо Ачаги, Ашулар является «Сервантесом баскского языка».
В 1973 году был издан баскско-испанско-французский словарь языка Ашулара под редакцией Луиса Вильясанте.

## Галерея

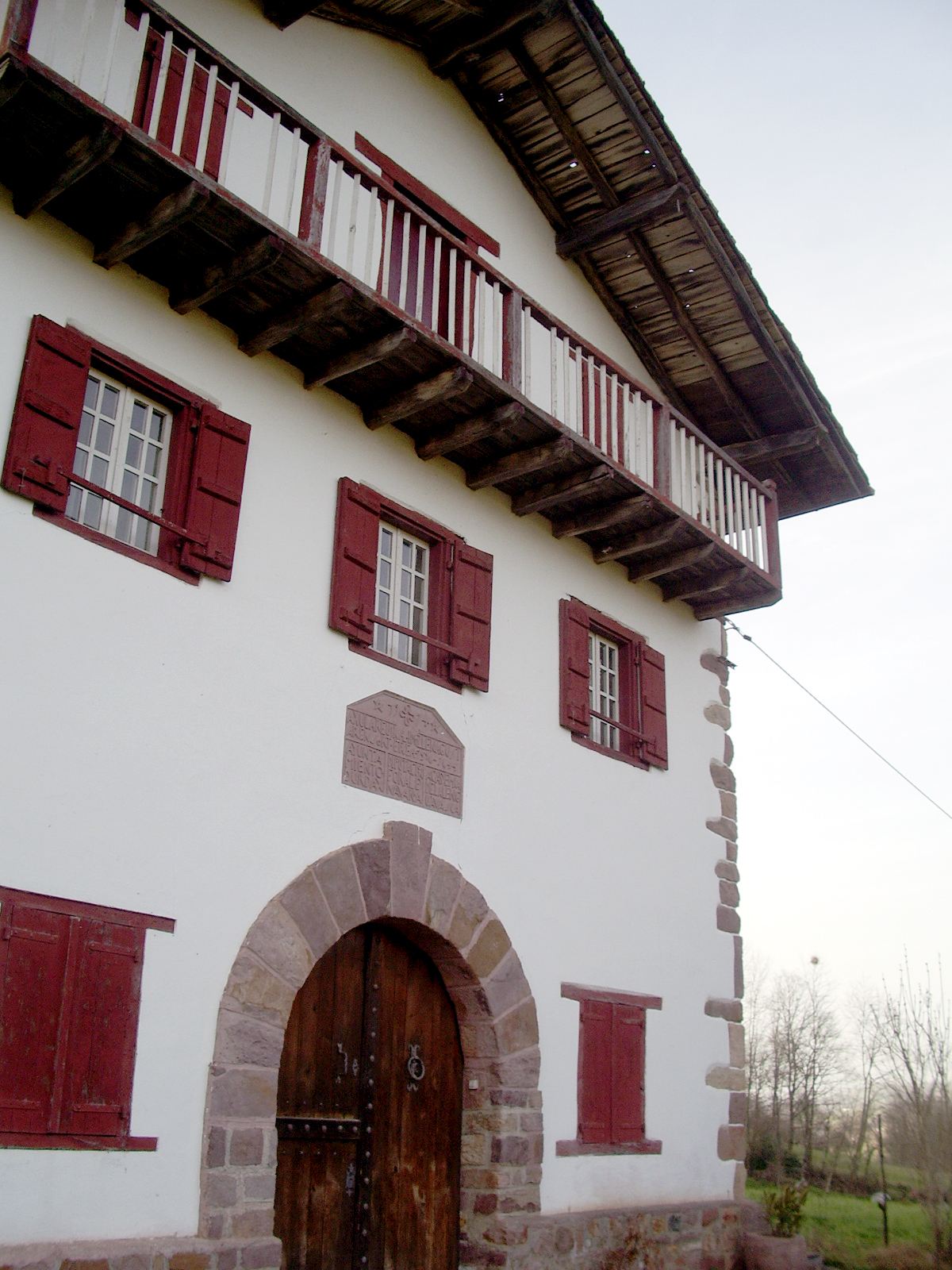
Дом Ачулар в Урдаксе, где родился писатель
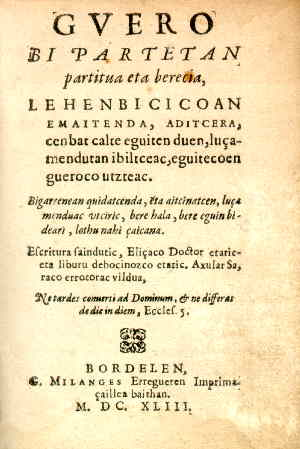
Титульный лист первого издания Gero
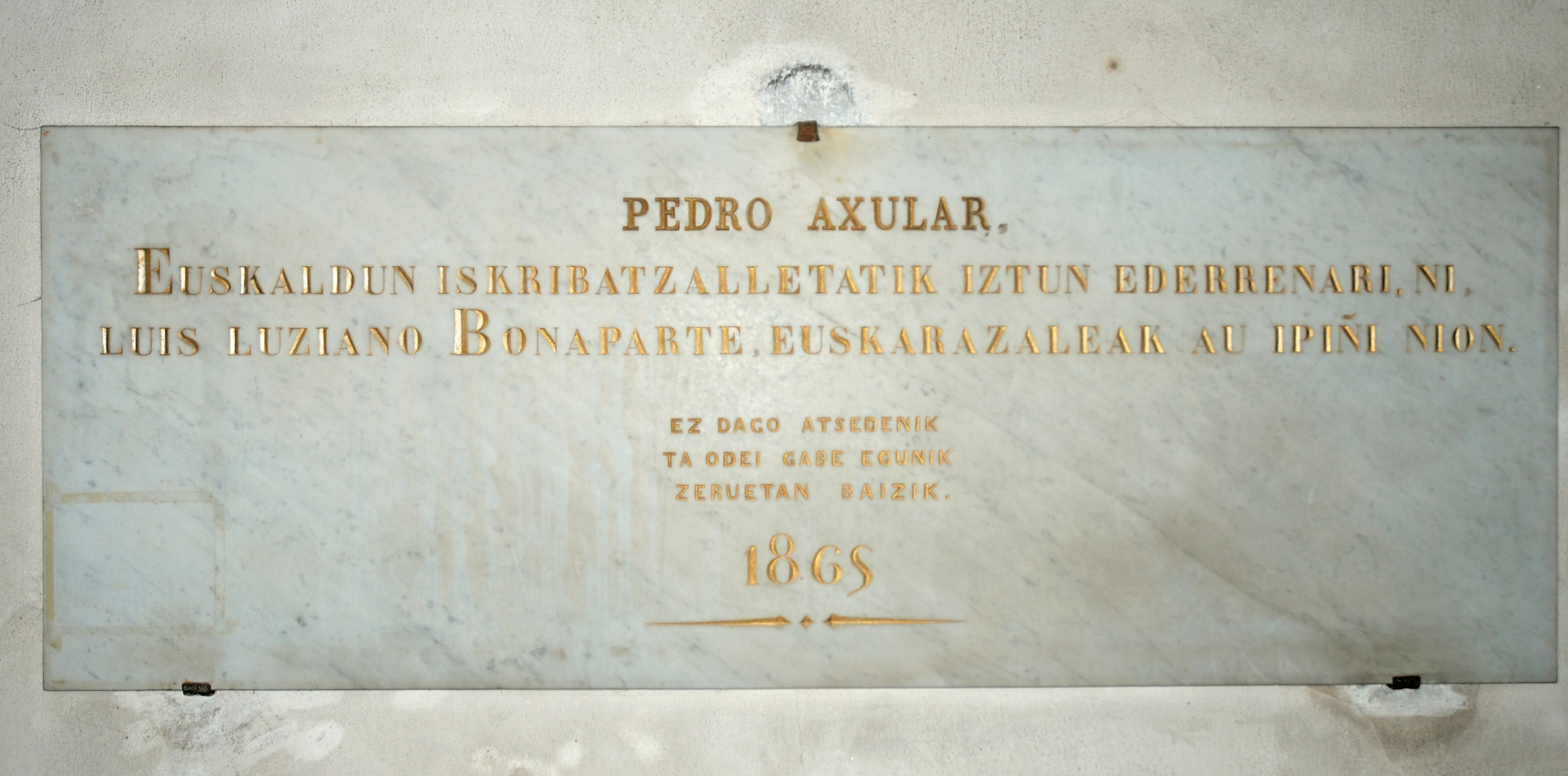
Мемориальная доска в Саре: В память о Педро Ашуларе, величайшем мастере слова среди баскских писателей, я, басколог Луи Люсьен Бонапарт, установил эту доску. Не существует безмятежности и безоблачных дней, кроме как на небесах.Оригинальный текст (баск.)Pedro Axular, euskaldun iskribatzalletatik iztun ederrenari, ni, Luis Luziano Bonaparte, euskarazaleak au ipiñi nion. Ez dago atsedenik ta odei gabe egunik zeruetan baizik.

### Комментарии
1. ↑  Произношение «Ашулар» — результат фонетического перехода в баскском языке. Современники писателя произносили этот псевдоним как ats̺ular.